# Антиклерикалізм
Антиклерикалізм — суспільно-політичний рух, скерований на ослаблення політичного впливу духовенства, яке намагається використовувати релігійність світського громадянства та авторитет церкви для своїх конфесійно-політичних та партійно-станових інтересів.
Цей рух помітно головно в католицьких країнах, бо духовенство намагається перебрати державні функції, створюючи задля цього політичні католицькі (чи «клерикальні») партії для опанування державної влади.
Зокрема, в Середньовіччі поміж римськими папами й імператорами довгий час точилися криваві війни за вищу владу. І досі деякі представники католицького духовенства вважають Ватикан, де всі державні пости зайняті особами з вищого духовенства, відповідним ідеалові державної організації.
Претензії католицького духовенства до якнайбільшого впливу на політичні й державні справи спричинилися до виникнення антиклерикалізму, що в своїй гострішій формі, — особливо в соціалістичних партіях і пресі, — набирає іноді й форм боротьби взагалі проти будь-якого впливу духовенства.
Саме тому, що антиклерикалізм із боротьби проти духовенства в політиці, перетворюється часто в боротьбу й проти церкви, чимало побожних католиків вбачають у політичних амбіціях свого духовенства велику небезпеку для самої церкви і тому теж стають  на поміркованіші, але все ж антиклерикальні позиції. Так, наприклад, доктор Леопольд Коплер, один із католицьких авторитетів, писав у 1932 році у своїй праці «Релігія і політика»:

«Було б нещастям для релігії і для Церкви, коли б духовенство все і всюди, силою свого становища й уряду, виступало як провідник у чисто політичних справах. Через те в народі виникло б переконання, що Церква і католицька політична партія — це одне й те саме, і таке переконання могло б мати для Церкви згубні наслідки. Політичне життя все було й буде ковзким  льодом. Тут трапляються найбільш непередбачені й несподівані події. Партія, що через перемогу на виборах зробилася майже всемогутньою, на других виборах, може бути ділком розторошена… Було б нещастям, коли б долю Церкви хтось хотів довірити політичній партії, або взагалі тісно злучити з її розвитком, чи занепадом. За всі помилки (тої клерикальної партії) в політичному житті мала б покутувати Церква…»